# Le Loup, la Chèvre et le Chevreau
Le Loup, la Chèvre et le Chevreau est la quinzième fable du livre IV de Jean de La Fontaine situé dans le premier recueil des Fables de La Fontaine, édité pour la première fois en 1668.
Cette fable a pour source le texte "Le Loup et le Chevreau", II, 10 de l'Anonyme de Névelet.

## Illustrations

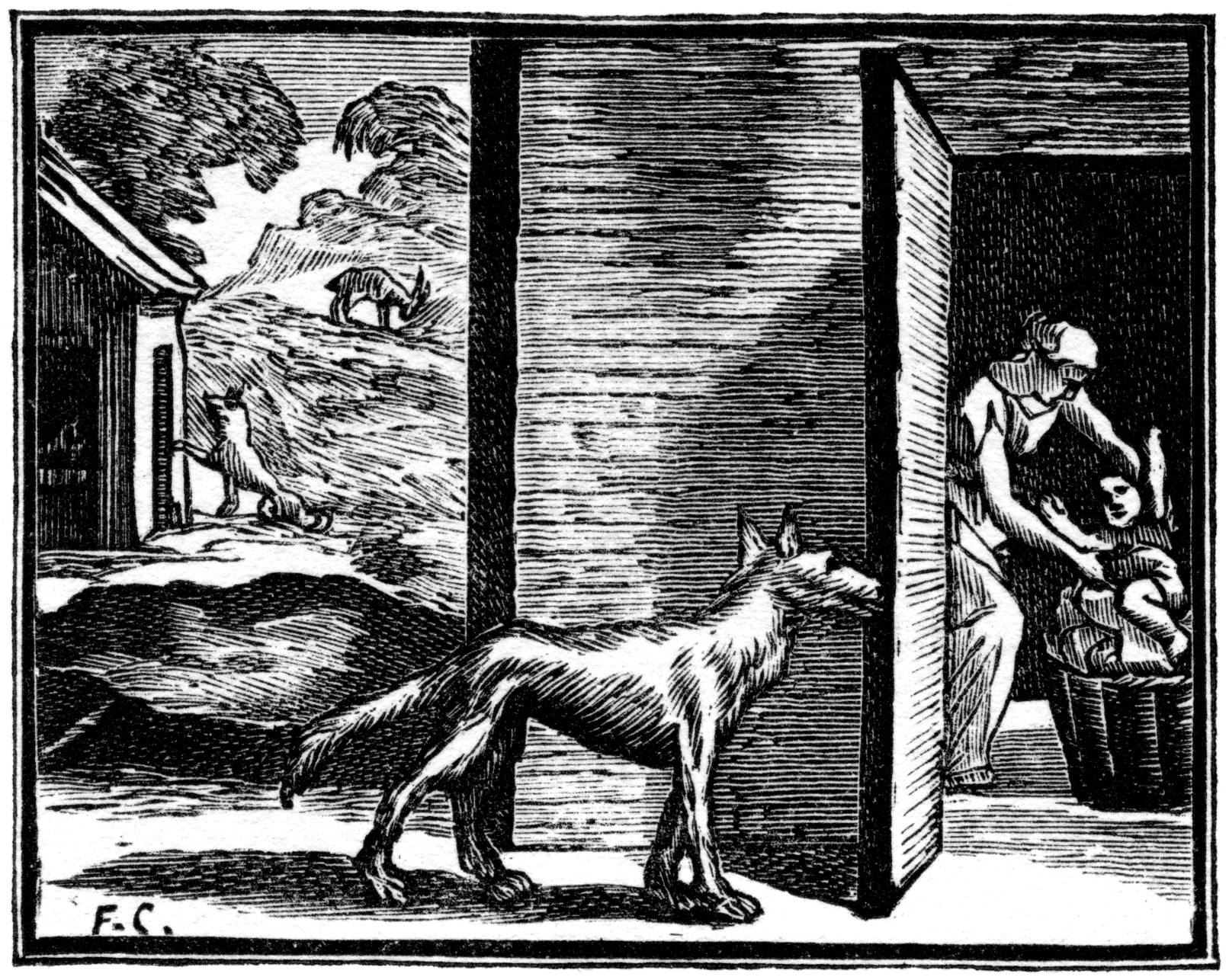
Gravure de François Chauveau (1613-1676)
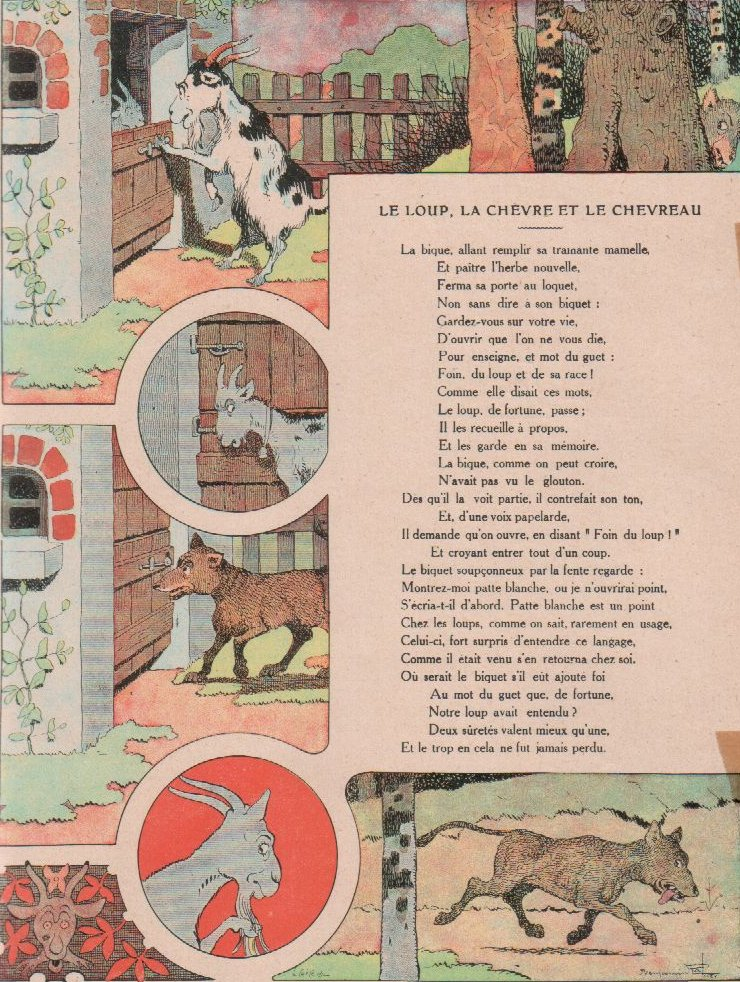
Illustration de Benjamin Rabier (1906)
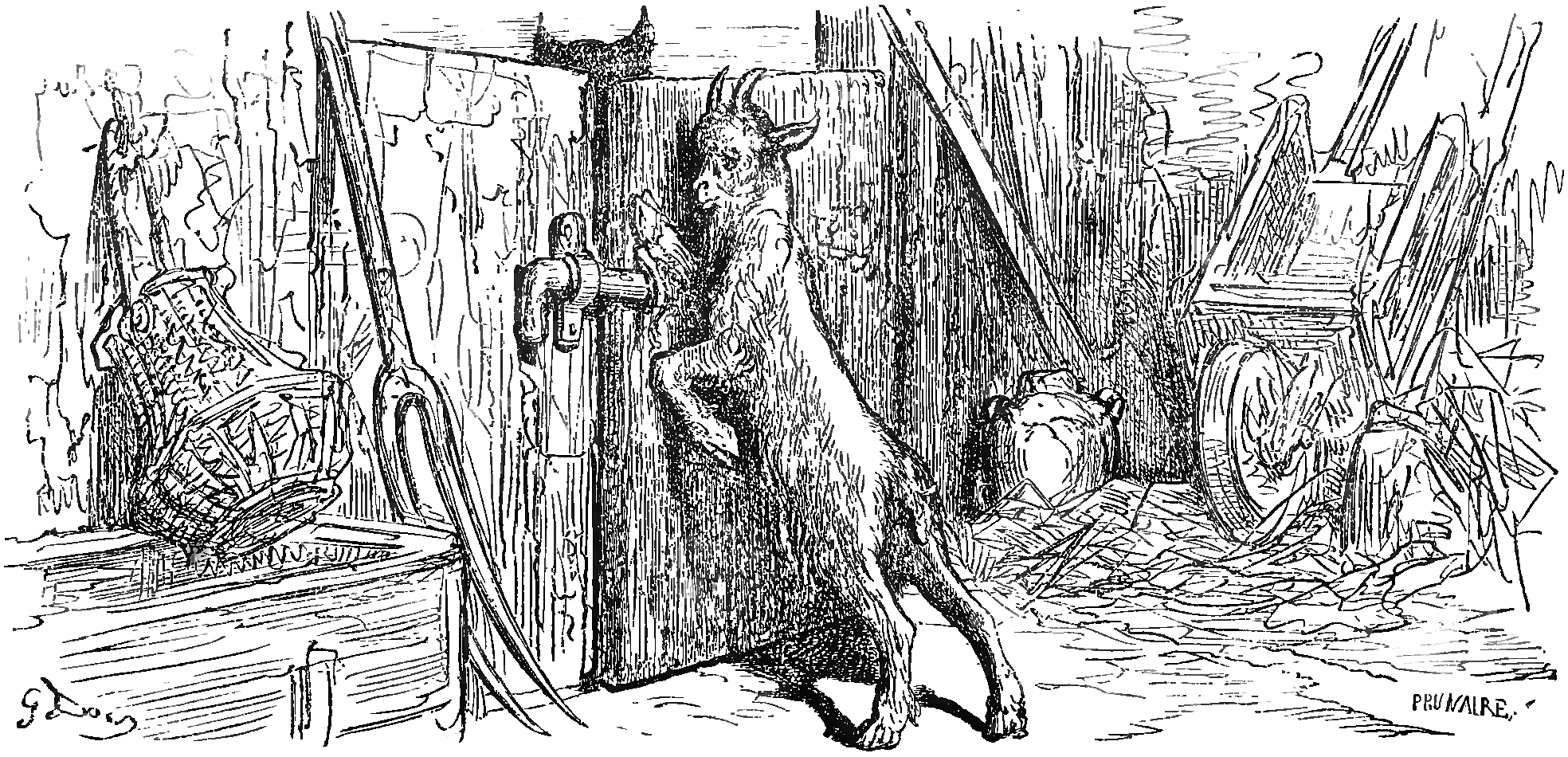
Gravure de Gustave Doré (1876)

## Texte
LE LOUP, LA CHÈVRE ET LE CHEVREAU
[Anonyme de Nevelet]
La bique allant remplir sa traînante mamelle,

Et paître l'herbe nouvelle,

Ferma sa porte au loquet,

Non sans dire à son biquet :

« Gardez-vous, sur votre vie,

D'ouvrir que l'on ne vous die, »

Pour enseigne et mot du guet :

« Foin du loup et de sa race ! »

Comme elle disait ces mots,

Le loup de fortune passe ;

Il les recueille à propos,

Et les garde en sa mémoire.

La bique, comme on peut croire,

N'avait pas vu le glouton.

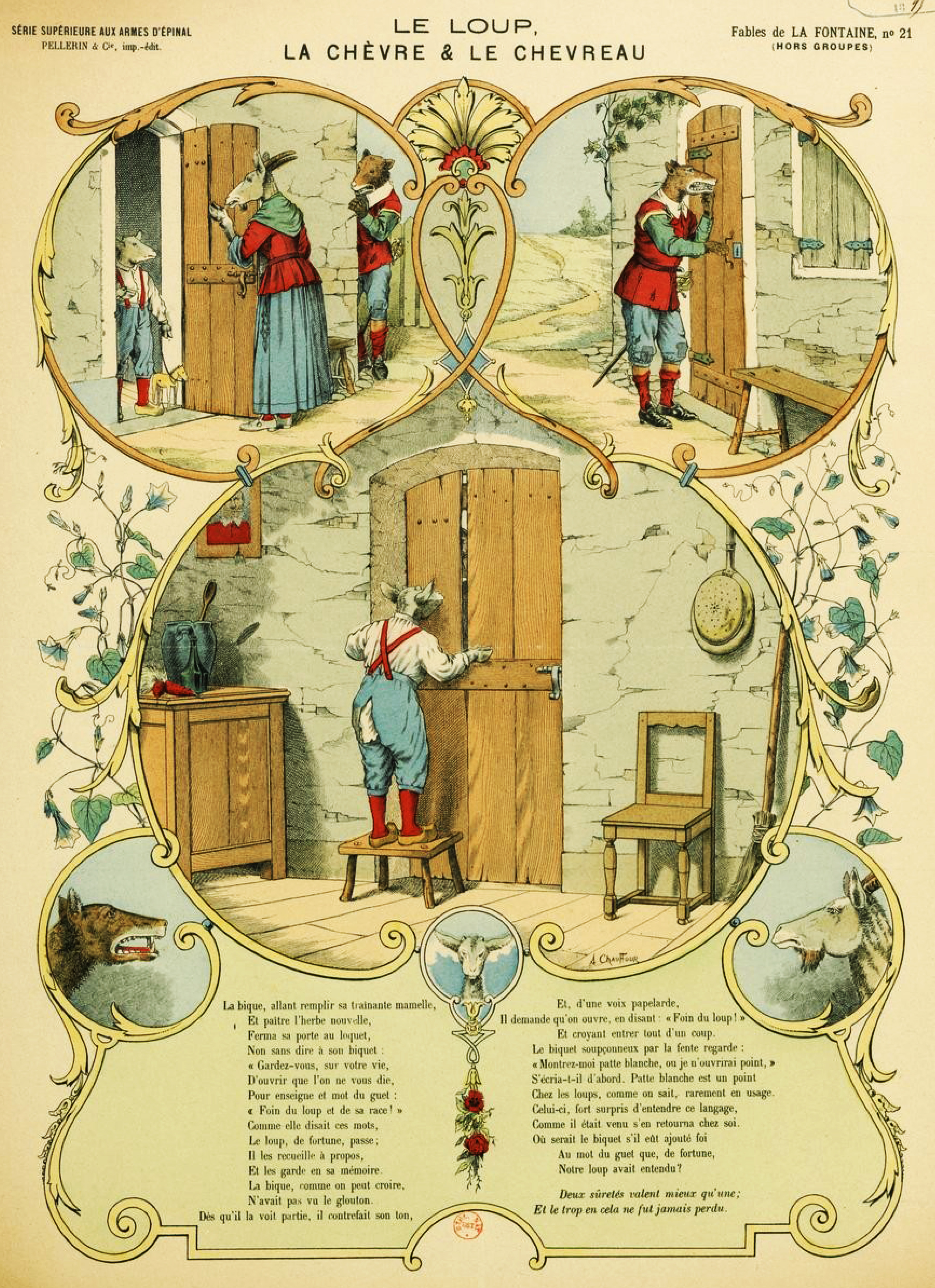
Image d’Épinal, estampe de E. Phosti (1895)

Dès qu'il la voit partie, il contrefait son ton,

Et d'une voix papelarde

Il demande qu'on ouvre en disant: « Foin du loup ! »

Et croyant entrer tout d'un coup.

Le biquet soupçonneux par la fente regarde :

« Montrez-moi patte blanche, ou je n'ouvrirai point, »

S'écria-t-il d'abord. (Patte blanche est un point

Chez les loups, comme on sait, rarement en usage.)

Celui-ci, fort surpris d'entendre ce langage,

Comme il était venu s'en retourna chez soi.

Où serait le biquet s'il eût ajouté foi

Au mot du guet que de fortune

Notre loup avait entendu ?

Deux sûretés valent mieux qu'une,

Et le trop en cela ne fut jamais perdu.
— Jean de La Fontaine, Fables de La Fontaine, Le Loup, la Chèvre, et le Chevreau